# Theodor Billroth
Christian Albert Theodor Billroth (26 de abril de 1829, Bergen auf Rügen Prusia - 6 de febrero de 1894, Abbazia, Imperio austrohúngaro) fue un médico y cirujano pionero alemán, considerado el fundador de la moderna cirugía abdominal.
Aficionado desde niño a la música, no estaban las ciencias entre sus inclinaciones, sin embargo influido por su madre ingresó a la escuela de medicina en lugar de convertirse en músico. Después de pasar por las Universidades de Greifswald, donde estudió música, y Göttingen, se graduó en 1852 en la Universidad de Berlín.
Fue pionero en el estudio de las causas bacterianas de la fiebre reumática y fue de los primeros en adoptar las técnicas desinfectantes que erradicaron el riesgo de que los pacientes contrajeran infecciones mortales después de las operaciones quirúrgicas. Es considerado el fundador de la cirugía moderna en la zona de la cavidad abdominal, ya que operó sobre órganos que previamente se consideraban inaccesibles.
En 1872 extirpó por primera vez en la historia médica parte del esófago, uniendo exitosamente cada extremo y después fue el primero también en llevar a cabo una extirpación total de la laringe. En 1881, tiempo en que ya era común que realizara cirugías intestinales, Billroth fue el primero en retirar satisfactoriamente un píloro canceroso.
En 1881 realiza la primera resección gástrica por un cáncer. Su paciente, una mujer de 43 años, llamada Theresa Heller, consultó unas semanas antes al ayudante de Billroth y también gran cirujano, Dr. Anton Wöfler. Esta paciente consulta por vómitos profusos postprandiales de algunas semanas de evolución acompañado de decaimiento y baja de peso. Al momento de la primera evaluación, la paciente se encontraba en regulares a malas condiciones por lo que debió ser inicialmente estabilizada antes de ser operada. Es necesario recordar que hubo dos intentos previos por realizar esta cirugía, la primera de ellas realizada por Pean en París y luego por Rydigier en Polonia, ambas con resultados fatales. El equipo médico de Billroth se había familiarizado con esta cirugía con base en cirugía experimental en perros, por lo que el plan quirúrgico planteado para esta paciente esta ya preconcebido. La cirugía se realizó sin mayores inconvenientes, con una duración aproximadamente de una hora y media. Se realizó a través de una incisión transversa derecha. La exploración reveló un tumor del tamaño de una naranja con adenopatías satélites. La operación realizada fue una pilorectomia o resección de la porción distal del estómago con anastomosis gastroduodenal. La evolución postoperatoria cursó sin mayores incidentes pero desafortunadamente la paciente falleció a los cuatro meses por recurrencia hepática. Sin embargo, el éxito de esta cirugía, considerada previamente como incompatible con la vida, produjo una revolución en este campo de la medicina, abriendo una gran posibilidad para pacientes enfermos de cáncer, que hasta ese entonces no tenían posibilidad alguna de realizar ningún tipo de tratamiento.